# David John Howard Thompson
David John Howard Thompson (Londres, Inglaterra, 25 de dezembro de 1961 — St. Philip, Barbados, 23 de outubro de 2010) foi o sexto primeiro-ministro de Barbados, exercendo o cargo de 16 de janeiro de 2008 até sua morte em 23 de outubro de 2010.

## Carreira
Thompson tornou-se político numa eleição após a morte do primeiro-ministro e herói nacional Errol Barrow, tornando-se representante da paróquia de Saint John em 1987
Enquanto Erskine Sandiford estava no poder como primeiro-ministro, Thompson atuou como ministro de Desenvolvimento Comunitário e Cultura de 1991 a 1993. Posteriormente foi indicado como ministro das Finanças de 1993 a 1994. Ele se tornou líder de seu partido quando Sandiford renunciou devido a um voto de desconfiança e ao fracasso das eleições de 1994 e 1999. Thompson renunciou à liderança de seu partido após a terceira derrota eleitoral, em 2000. Entretanto, quando o líder do partido, Clyde Mascoll, saiu do partido e ingressou no Partido Trabalhista de Barbados (BLP) Thompson novamente tornou-se líder, desta vez da oposição em janeiro de 2006.
O DLP foi o vencedor das eleições gerais de 15 de janeiro de 2008, ganhando 20 cadeiras contra 10 do BLP do então primeiro-ministro Owen Arthur. Thompson assumiu o cargo de primeiro-ministro no dia seguinte.

## Falecimento
Faleceu em sua residência em 23 de Outubro de 2010, com 48 anos de idade, ao lado da esposa Mara, dos três filhos e do reverendo David Durant, após uma longa batalha contra um câncer de pâncreas. Segundo o reverendo, Thompson "batalhou valentemente e faleceu de maneira muito pacífica".
No mesmo dia o vice-primeiro-ministro Freundel Stuart jurou como o sétimo primeiro-ministro desde a independência de Barbados, em substituição a Thompson. Stuart jurou na residência do Governador Geral depois que seus colegas do Partido Trabalhista Democrático (DPL) votaram a seu favor para que se tornasse o novo líder do Governo.